# Bataille de Velbajd
 (signalé en mai 2025).
Si vous disposez d'ouvrages ou d'articles de référence ou si vous connaissez des sites web de qualité traitant du thème abordé ici, merci de compléter l'article en donnant les références utiles à sa vérifiabilité et en les liant à la section « Notes et références ».
- Archive Wikiwix
- Bing
- Cairn
- DuckDuckGo
- E. Universalis
- Gallica
- Google
- G. Books
- G. News
- G. Scholar
- Persée
- Qwant
- (zh) Baidu
- (ru) Yandex
- (wd) trouver des œuvres sur Wikidata

La bataille de Velbajd ou Velbăžd, en serbe cyrillique, Битка на Велбужду, en alphabet latin serbe Bitka na Velbuždu et en bulgare, битка при Велбъжд (translittération scientifique internationale bitka na Velbăžd), est une bataille qui opposa les armées serbe et bulgare le 28 juillet 1330, près de la ville de Velbăžd (l'actuelle Kyoustendil, en Bulgarie.
La victoire serbe lors de cette bataille a fait de la Serbie la première puissance de la région, devançant pour un demi-siècle l'Empire byzantin et la Bulgarie.

## Origine du conflit
Le roi serbe Stefan Uroš III Dečanski avait gagné des territoires en Macédoine pendant la guerre de succession dans l'Empire Byzantin, qui opposait Andronic III Paléologue à son grand-père Andronic II Paléologue (que Stefan Uros III Decanski soutenait). Ce soutien se retourna cependant contre le roi serbe lorsque Andronic III obtient la victoire sur son aïeul.
De plus, le tsar Michel III de Bulgarie était hostile à Stefan depuis qu'il avait divorcé de sa sœur Ana en 1324, et avait épousé Théodora, la sœur d'Andronic III.
Ainsi les deux empires, bulgare et byzantin, avaient tous les deux intérêt à attaquer la Serbie, ce qu'ils firent la même année 1330.

## Préparations des armées
Des deux côtés, on prit soin de se préparer sérieusement.
Michel fit appel à son allié Basarab de Valachie, qui lui envoya des troupes valaques, ainsi que des détachements de cavaliers ossètes et tatars. L'armée de Michel fut estimée par des contemporains à 12 000 hommes. 
Stefan a renforcé son armée avec des mercenaires, des fantassins lourds catalans et surtout saxons. Il disposait également de soldats serbes très expérimentés qui avaient déjà participé à plusieurs campagnes contre les Byzantins. Mais la pièce maîtresse de l'armée serbe était sa puissante cavalerie lourde, dirigée par Dusan le fils du roi en personne.

## Mouvements stratégiques des trois armées (serbe, bulgare et byzantine)
Les deux Empires avaient décidé de joindre leurs forces en Macédoine. Les Byzantins arrivèrent à proximité d'Ohrid, occupèrent quelques places fortes et installèrent leur camp dans la plaine de la Pélagonie (près de l'actuelle Bitola).
L'objectif serbe était empêcher les deux alliés de se rejoindre en Macédoine puis de les vaincre lors de deux batailles séparées. Mais le roi serbe devait en même temps protéger la vallée de la Morava ainsi que la ville de Niš. Il  plaça son armée sur l'un des affluents de la Morava, la Toplica. Cela lui permettrait ainsi d'intercepter l'armée bulgare lors de son mouvement de jonction vers les Byzantins, tout en protégeant ses terres en cas de changement stratégique bulgare.
Michel rassura Stefan en pénétrant en Serbie vers Zemen et Velbăžd. Rassuré au sujet de Nis, Stefan décida d'avancer vers Skopje, ce qui lui fournit également des informations sur l'armée byzantine. Il décida d'attaquer les Bulgares en premier. Il remonta vers Michel qui n'avait toujours pas changé de position et se trouvait encore à Velbăžd.
Stefan avait réussi, grâce au mouvement rapide de son armée, à garder les deux alliés divisés.

## La bataille
Les deux armées étaient prêtes pour la bataille, mais les souverains décidèrent de la reporter au lendemain, car il ne désiraient pas se battre le jour de la Sainte Vierge.
Michel envoya alors une partie de ses hommes au ravitaillement. Stefan, lui, sépara son armée en deux, donna à son fils, Stefan Uroš IV Dušan, le commandement des mercenaires ainsi que de toute la cavalerie lourde (à peu près un tiers de son armée). Il garda pour lui le commandement des fantassins serbes et des archers. 
Le lendemain vers midi, les mercenaires saxons chargèrent l'armée bulgare plus tôt que l'accord entre les deux souverains ne l'avait stipulé. Voyant cela, Dusan décida d'envoyer les Catalans soutenir les Saxons et décida de charger lui-même avec la cavalerie lourde serbe la position de l'empereur bulgare, qu'il avait pris soin de repérer la veille. Surprise par la violente attaque sur son aile d'une partie de l'armée serbe, ne recevant pas d'ordre de l'empereur Michel trop occupé à se défendre contre la charge de cavalerie lourde de Dusan, et voyant le gros de l'armée serbe toujours stationner en face d'eux, l'armée bulgare ne se réorganisa pas. Elle prit peur, se dispersa et fut poursuivie par la cavalerie serbe. Dans sa fuite, l'empereur Michel tomba de son cheval et fut tué par les mercenaires.

## Fin de bataille et signature de la paix
Le reste des troupes bulgares trouva refuge auprès du frère de Michel, Belaur, dans la région de la Mraka. Le roi Stefan rencontra Belaur pour négocier une paix séparée avec la Bulgarie dans le village de Izvor, près de la ville de Radomir.
Stefan demanda à être reconnu comme suzerain et gardien de la Bulgarie, et maria le fils de Michel à sa sœur. En échange, il ne modifia pas les frontières entre les deux pays et confirma tous les nobles bulgares dans leurs titres et territoire.
Stefan rendit aussi honneur à l'empereur Michel et il le fit enterrer dans le monastère de Nagoričino (près de Kumanovo). Il construisit une petite église à l'emplacement de sa tente, là où il avait passe sa dernière nuit à prier (église que l'on peut encore voir aujourd'hui).
Andronic III apprit la défaite de son allié et décida d'abandonner la guerre contre la Serbie. Stefan récupéra les places fortes perdues en Macédoine, avant de retourner à la construction de son monastère de Visoki Dečani au Kosovo.

## Développements et conséquences

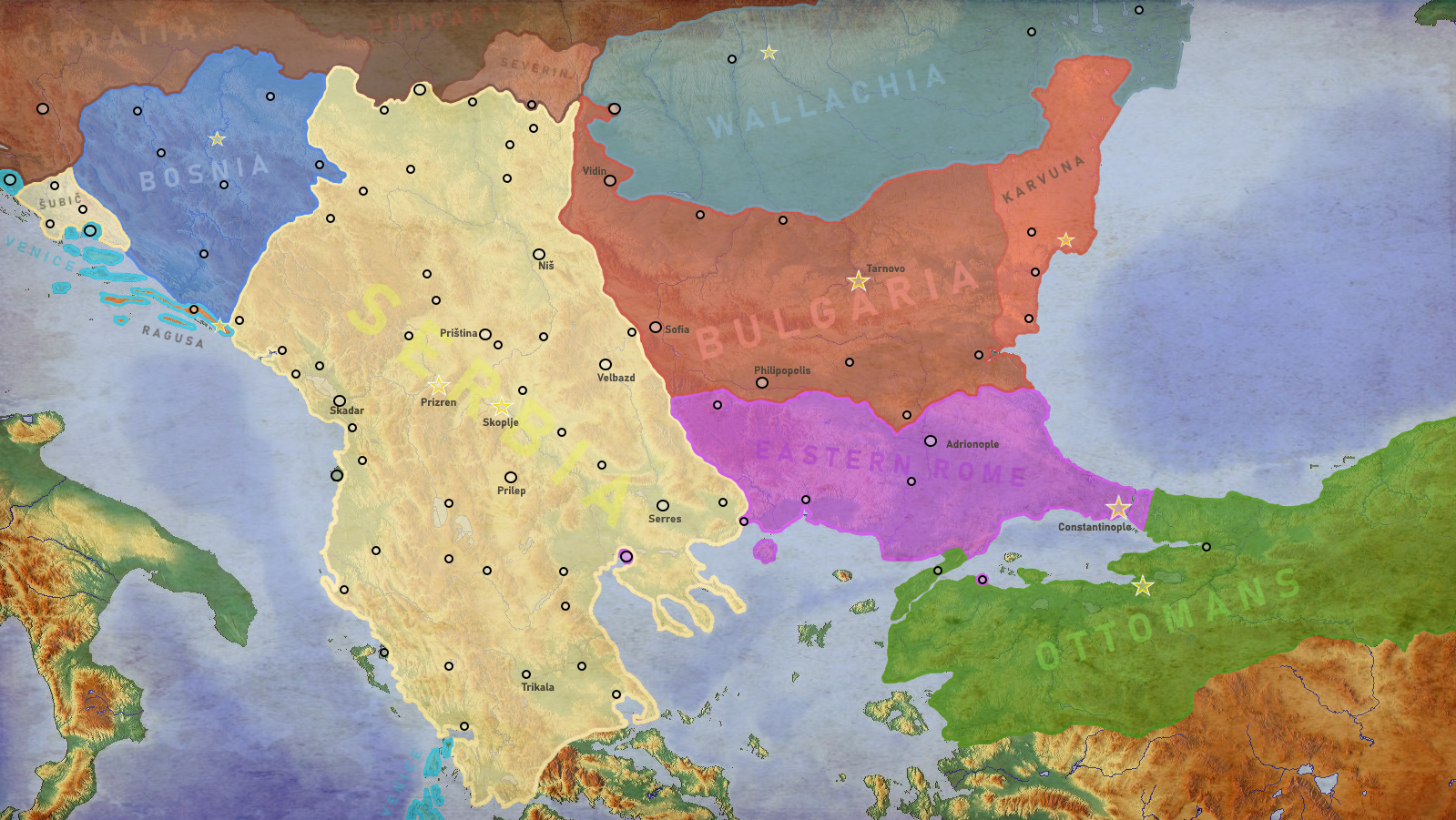
Les Balkans en 1354

En 1331, Dušan se rebella contre son père à la tête de la noblesse serbe. Dušan était plus jeune, plus agressif et moins pieux que son père. Il désirait exploiter au maximum la victoire de Velbăžd. Voyant en lui le véritable vainqueur de la bataille, la noblesse espérait de nouvelles conquêtes avec un souverain aussi glorieux et s'allia à lui. 
La Bataille de Velbăžd a ouvert le temps de la domination des Serbes sur l'Europe du Sud-Est. Une fois au pouvoir, Dušan prit en effet le contrôle de tout le territoire byzantin en Europe, se préparant même à prendre la plus grande ville de la chrétienté, Constantinople.

## Chants etpoèmessur la bataille de Velbăžd
Des chants et des poèmes ont été inspirés par cette victoire jusqu'aux XIXe siècle :
- Vukova Zbornika, "Ban Milutin i Duka Hercegovac", le comte Milutin et le Hergoviniens "u zemlju bugarsku" En terre bulgare

- B. Petranović de Bosnie, "Caru Dušanu i kralju Mihajilu." l'Empereur Dušan et le roi Michel

Les plus connus de ces chants et poèmes sont encore étudiés à l'heure actuelle dans les écoles de Serbie.